# Protocole de Bichkek

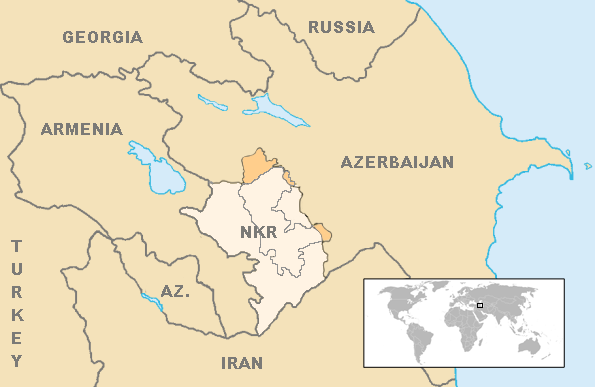
Territoires occupés au Haut-Karabagh après la première guerre (1994)

Le protocole de Bichkek est un accord provisoire de cessez-le-feu, signé le 5 mai 1994 à Bichkek, capitale du Kirghizistan, mettant fin à la première guerre du Haut-Karabagh (1988-1994). 
Il a été signé par les représentants des principaux belligérants à savoir l’Arménie (en la personne de Babken Ararktsian, président de l’Assemblée nationale), de l’Azerbaïdjan (en la personne de Afiyaddin Jalilov, président de l’Assemblée nationale), de la république autoproclamée du Haut-Karabagh (Karen Babourian, président de l’Assemblée nationale), ainsi que par le représentant de la Russie (Vladimir Kazimirov, coprésident du groupe de Minsk).

## Déroulement
Une première entrevue entre les représentants arméniens et azerbaïdjanais a lieu à Mariehamn, en Finlande, où les deux parties déclarent être d’accord pour négocier et acter un cessez-le-feu. Pour la signature d’un accord final, la ville de Bichkek est proposée Medetkhan Cheremkoulov, représentant kirghize et chef de la médiation proposée par la CEI. Les discussions durent de longues heures. Le représentant azerbaidjanais objecte la légitimité du représentant du Haut-Karabagh et réclame l’ajout de la signature de Nizami Bakhmanov, membre de la délégation azerbaidjanaise et maire de la ville de Chouchi au Haut-Karabagh. Vladimir Kazimirov négocie alors ce dernier point avec le président azerbaidjanais Gaydar Aliev. Kazimirov écrit dans ses mémoires: «Aliev donna son accord. En bas de la page, deux ajouts manuscrits furent faits lisiblement en russe. Le nom de N. Bakhmanov fut écrit à la main mais personne ne put le trouver à Bakou pour le faire signer. Le 9 mai je rentrai à Moscou avec un exemplaire de l’accord contenant les deux ajouts et le nom de Bakhmanov mais pas sa signature.»
Le protocole met fin à la première guerre du Haut-Karabagh et en fait un conflit gelé. Aucun accord de paix ne sera signé pendant les décennies qui suivent, malgré de nombreuses tentatives notamment par la médiation du groupe de Minsk. Le cessez-le-feu sera même violé à de nombreuses reprises par des escarmouches le long de la ligne de contact, les plus graves se déroulant en 2008 et 2016. La guerre de 2020 au Haut-Karabagh rend le protocole de Bichkek caduc.  